# کون باومان
کون باومان (هلندی: Koen Bouwman؛ زادهٔ ۲ دسامبر ۱۹۹۳) دوچرخه‌سوار اهل هلند است.
از باشگاه‌هایی که در آن رکاب زده‌است می‌توان به تیم لوتوان‌ال–یومبو، اشاره کرد.